# Williamitische Oorlog in Ierland
De Williamitische Oorlog in Ierland (1688-1691) (Iers: Cogadh an Dá Rí, Oorlog der Twee Koningen) was een conflict tussen de Jakobitische aanhangers van Koning Jacobus II van Engeland en de Williamitische aanhangers van Prins Willem van Oranje. Het staat ook bekend als de Jakobitische Oorlog in Ierland of de Williamitisch-Jakobitische Oorlog in Ierland.
De aanleiding voor de oorlog was de Glorious Revolution van 1688 waarin Jacobus, een katholiek, werd afgezet als koning van de Drie Koninkrijken Engeland, Ierland en Schotland en werd vervangen door zijn protestantse dochter Maria en zijn neef en schoonzoon Willem, die regeerden als co-monarchen. Jacobus' aanhangers wisten in eerste instantie de controle over Ierland te behouden, dat hij hoopte te kunnen gebruiken als uitvalsbasis voor een veldtocht voor het heroveren van alle drie de koninkrijken. Het conflict in Ierland had echter ook te maken met langslepende conflicten over landbezit en religieuze en burgerrechten. Veel Ierse katholieken steunden Jacobus in de hoop dat hij hun eisen zou inwilligen. Een klein aantal Engelse en Schotse katholieken, en protestanten van de Church of Ierland, vochten ook aan de Jakobitische zijde, terwijl veel Ierse protestanten Willem steunden.
Hoewel de Ierse naam van de oorlog benadrukt dat het een binnenlands conflict was tussen Jacobus en Willem, zien sommige historici het als een onderdeel van het grotere Europese conflict dat bekend staat als de Negenjarige Oorlog, waarin Willem, als stadhouder van de Nederlandse Republiek, een multinationale coalitie leidde tegen het Frankrijk van Lodewijk XIV. Willems houding jegens Jacobus werd deels gedreven door de noodzaak de Engelse militaire en commerciële macht te mobiliseren. Tegelijkertijd gaf Lodewijk beperkte materiële steun aan de Jakobieten. Beide zijden waren er bewust van dat de Ierse oorlog de potentie had om militaire middelen te onttrekken aan het continent.
De oorlog begon met een reeks schermutselingen tussen Jacobus' Ierse leger, dat in 1688 loyaal aan hem was gebleven, en door Ierse protestanten gevormde milities. Deze gevechten culmineerden in het Beleg van Derry, toen de Jakobieten er niet in slaagden een van de belangrijkste steden in het noorden in te nemen. Willem landde met een leger van Engelse, Schotse, Nederlandse en Deense militairen om het Jakobitische verzet de kop in te drukken. Jacobus verliet Ierland na de nederlaag tijdens de Slag aan de Boyne in 1690 en Willem nadat de Jakobieten met succes de stad Limerick hadden verdedigd. De overgebleven Jakobitische troepen werden beslissend verslagen tijdens de Slag bij Aughrim in 1691 en de oorlog kwam ten einde met het Verdrag van Limerick.
De Engelse priester George Story, die een geschiedenis schreef over de oorlog, claimde dat er zeker 100.000 doden gevallen waren wegens ziekte, honger en gevechten. Daaropvolgende Jakobitische opstanden bleven beperkt tot Schotland en Engeland, maar de oorlog had een blijvend effect op het politieke en culturele landschap van Ierland. De Britse en protestantse overheersing bleef de komende twee eeuwen intact. Hoewel het Verdrag van Limerick diverse garanties had gegeven aan de katholieken, zou de uitbreiding van de Strafwetten, met name tijdens de Spaanse Successieoorlog, de burgerrechten verder uithollen.
De Williamitische overwinningen bij Derry en aan de Boyne worden vandaag de dag nog steeds gevierd, met name door protestanten uit Ulster.

## Achtergrond: de Glorious Revolution

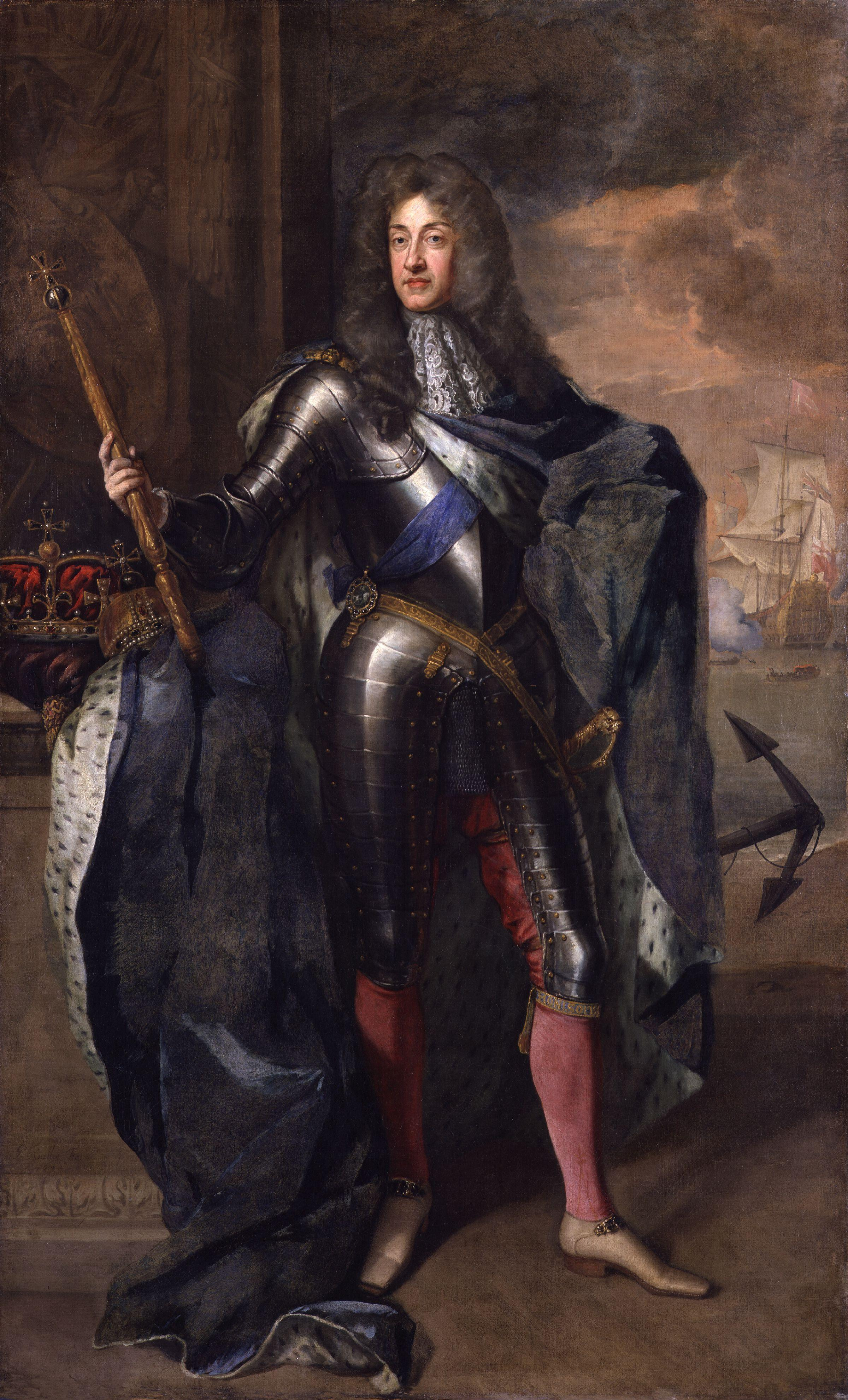
Jacobus II & VII, Koning van Engeland en Schotland

In maart 1689 landde Jacobus II & VII met Franse militaire steun in Ierland in de hoop de Engelse, Ierse en Schotse troon te herwinnen, na in 1688 te zijn afgezet tijdens de Glorious Revolution. Ondanks zijn katholicisme werd Jacobus in 1685 koning met veel steun in alle drie de koninkrijken, mede vanwege de angst voor een burgeroorlog als hij zou worden overslagen. In 1688 leek het erop dat alleen zijn aftreden een burgeroorlog zou kunnen voorkomen.
Toen de parlementen van Schotland en Engeland weigerden in 1685 wetten aan te nemen die meer tolerantie zouden betekenen voor katholieken en non-conformisten, liet Jacobus ze ontbinden en regeerde hij vanaf dat moment via decreten. Zijn toenemende autoritaire wijze van besturen zorgde voor steeds meer verzet, maar er waren twee gebeurtenissen in juni 1688 voor nodig om dit verzet uit te laten groeien tot een crisis. Op 10 juni creëerde de geboorte van Jacobus Frans Eduard Stuart een katholieke erfgenaam, wat de uitsluiting van Jacobus' protestantse dochter Maria en diens echtgenoot Willem van Oranje betekende. Verder werd de vervolging van de Zeven Bisschoppen wegens smaad gezien als een aanval op de Anglicaanse Kerk en hun vrijspraak op 30 juni vernietigde Jacobus' politieke overwicht in Engeland en Schotland.
Ondertussen stonden de Nederlandse Republiek en haar bondgenoten op het punt een oorlog met Frankrijk te starten, wat het veiligstellen van Engelse middelen essentieel maakte. De Franse troepen vielen eind september het Rijnland binnen, wat het begin van de Negenjarige Oorlog betekende. Op 5 november landde Willem in Zuidwest-Engeland. Jacobus' leger deserteerde en hij vluchtte op 23 december naar Frankrijk.
In Ierland was er echter nog genoeg steun voor Jacobus. Ongeveer 75% van de bevolking was katholiek, hoewel in Ulster het aantal protestanten bijna 50% was. Jacobus' compagnon Richard Talbot, Graaf van Tyrconnell, werd in 1687 Lord Deputy van Ierland en begon direct daarna katholieken aan te stellen in zowel bestuurs- als legerfuncties. In februari 1689 bestond het Ierse leger vrijwel volledig uit katholieken, hoewel ze slecht uitgerust, slecht getraind en onbetaald waren.
De Ierse Jakobieten vormden echter niet een verenigd blok en hun onderlinge verschillen werden naarmate de oorlog vorderde steeds duidelijker. Tolerantie voor protestantse non-conformisten was essentieel voor Jacobus' positie in Engeland en Schotland, maar de katholieken wilden hier niet aan beginnen, vooral vanwege de presbyteriaanse dominantie in Ulster. Een ander belangrijk onderwerp was landbezit. Van 1600 tot 1685 was de hoeveelheid Iers grondgebied in katholieke handen gedaald van 90% naar 22%. Van de Act of Settlement uit 1662 profiteerden vooral de Oud-Engelse landheren zoals Jacobus en Tyrconnell, die niet veel zin hadden ze aan te passen. Verder verzetten katholieke en protestantse koopmannen tegen de commerciële beperkingen in de handel met Noord-Amerika en de opgelegde tarieven voor de Ierse export.
Ten slotte botsten eisen voor Ierse autonomie met de ideologie van Huis Stuart, dat als eerste werd geformuleerd door Jacobus VI & I in 1603 en welke zijn opvolgers trouw volgden, waaronder Prins Karel in 1745. Deze ideologie draaide om een eenheidsstaat dat Engeland, Schotland en Ierland samenbracht onder een monarch wiens autoriteit afkomstig was van God en waar het parlement en de kerk vooral moesten gehoorzamen. Als onderdeel hiervan claimde Jacobus het recht om katholieke bisschoppen en priesters aan te stellen in zijn koninkrijken, wat uiteindelijk leidde tot een conflict met Paus Innocentius XI. Als gevolg hiervan steunde Innocentius Willem met leningen van zijn familiebank. Jacobus beloofde het Ierse parlement uiteindelijk met veel tegenzin het zelfbeschikkingsrecht.

## 1688-1689: de strijd in het noorden

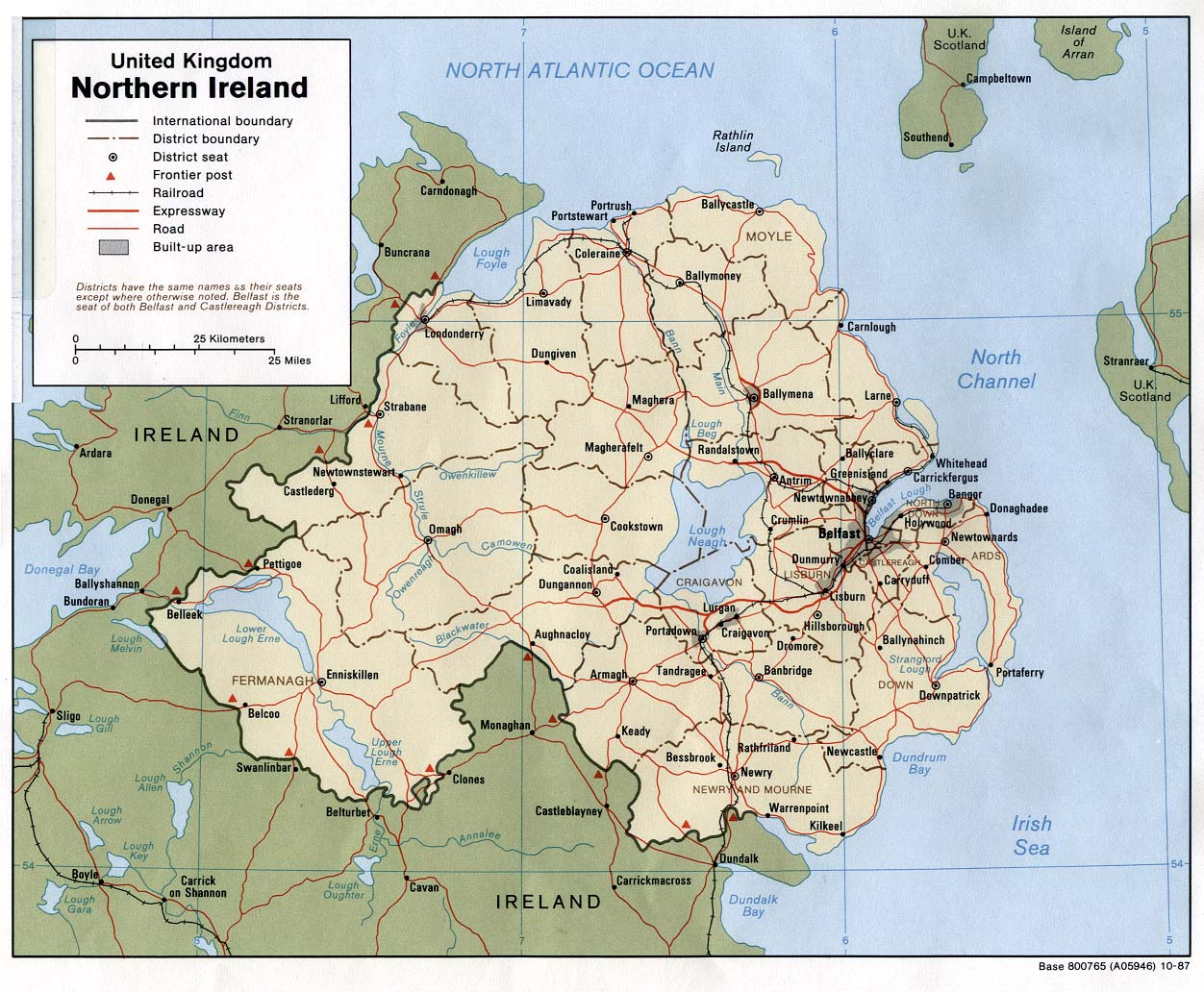
Moderne kaart van Noord-Ierland

Jacobus voelde zich dermate veilig in Ierland dat hij in september 2.500 soldaten, ongeveer 40% van het Ierse leger, naar Engeland stuurde. Dit beroofde Tyrconnell van zeer belangrijke getrainde militairen en hun aanwezigheid in Engeland leidde tot muiterij binnen enkele van Jacobus' meest betrouwbare Engelse eenheden. Veel van de voetsoldaten zouden later naar Keizer Leopold I gestuurd worden om te helpen in diens oorlog tegen de Ottomanen.
Na Willems landing in Engeland nam Tyrconnell direct enkele belangrijke plaatsen in met het Ierse leger, dat grotendeels gezuiverd was van protestanten en dus gezien werd als loyaal aan Jacobus. Hij was geschrokken van de snelheid waarmee Jacobus viel en opende onderhandelingen met Willem, hoewel dit ook wel een vertragingstactiek kon zijn. Een van de soldaten die naar Engeland was gestuurd, was Richard Hamilton, een Iers katholieke beroepssoldaat. Hij was opgesloten na de vlucht van Jacobus, maar werd in januari door Willem naar Ierland gestuurd om met Tyrconnell te onderhandelen. Hamilton liet die missie echter vallen zodra hij aankwam in Ierland.
In januari werden bevelschriften uitgevaardigd voor de rekrutering van bijna 40.000 soldaten, die vrijwel allemaal katholiek waren en georganiseerd werden als regimenten. In de lente van 1689 bestond het leger op papier uit 36.000 man, hoewel ervaren officieren schaars waren. Het betalen, uitrusten en opleiden van zoveel soldaten was onmogelijk en veel werden ingezet als guerrillastrijders, die vaak buiten Tyrconnells controle opereerden. Veel van de benodigde voorraden en financiële middelen werden geroofd van de protestanten, die daarop vanuit Dublin naar het noorden of Engeland vluchtten.
Ierse protestanten woonden vooral in stedelijke gebieden zoals Dublin en ze vormden 50% van de bevolking in Ulster. De landing van Willem in Engeland werd door Williamitische demonstraties in Belfast gevierd, hoewel er elders voorzichtiger werd gereageerd. Een voorbeeld hiervan was Sir Arthur Rawdon, die later het Williamitische Leger van het Noorden zou organiseren. In 1685 bood hij nog aan voor Jacobus te vechten tijdens de Monmouth-opstand en hij koos pas in maart 1689 de zijde van Willem. Een katholiek regiment onder de Graaf van Antrim kreeg op 7 december geen toegang tot Derry, voornamelijk vanwege de onzekere politieke situatie. Tegelijkertijd verklaarden de inwoners hun plicht en loyaliteit aan de koning en de belegering van de stad begon pas in april. Veel Ierse protestanten zochten bij Jacobus om bescherming. Zo weigerde Enniskillen een paar dagen na Derry een katholiek leger toe te laten, maar duurde het nog tot maart voordat ze de zijde van Willem kozen.
De stemming veranderde echter toen het platteland steeds meer wetteloos werd, wat werd verergerd toen Dublin Castle besloot de protestantse militie te ontwapenen. Het gevolg was een vlucht van het platteland naar de steden. De bevolking van Derry groeide van 2.500 in december tot 30.000 in april. Twijfels over de mate waarin Tyrconnell de orde kon handhaven bleven echter niet beperkt tot de protestanten. Veel katholieken zochten veiligheid in het buitenland of in de grote steden. Op 8 maart gaf het Engelse parlement toestemming voor de oprichting van een Iers expeditieleger van 22.230 man, vooral bestaande uit nieuwe rekruten en Europese huurlingen.
Jacobus landde op 12 maart in Kinsale, vergezeld door Franse militairen onder generaal Conrad von Rosen en Engelse, Schotse en Ierse vrijwilligers. Hamilton werd aangesteld als Jakobitische bevelhebber in het noorden en op 14 maart wist hij Oost-Ulster te veroveren door een Williamitische militie bij Dromore te verslaan. Op 11 april startte Burggraaf Dundee een Jakobitische opstand in Schotland. Op de 18e sloot Jacobus zich aan bij het Beleg van Derry en op de 29e brachten de Fransen nog eens 1.500 tot 3.000 Jakobieten aan land in Bantrybaai. Toen medio april Engelse versterkingen aankwamen in Derry, adviseerde gouverneur Robert Lundy hen terug te keren, omdat de stad onverdedigbaar zou zijn. De commandanten van de versterkingen werden door Willem wegens lafheid ontslagen en Lundy ontvluchtte in vermomming de stad.
In de lente van 1689 werd het nieuwe regime bedreigd door Jakobitische successen in Ierland en West-Schotland. Willem zag Ierland als een Franse invasie, dat het best bestreden kon worden door Frankrijk aan te vallen. Hij stuurde enkel troepen omdat het in de steek laten van belegerde Ierse protestanten politiek onacceptabel was in Engeland en Schotland. Aan de andere kant was de Franse betrokkenheid in Ierland de voornaamste reden voor Engeland om zich aan te sluiten bij de Liga van Augsburg en deel te nemen aan de Negenjarige Oorlog.
De keuze van de Jakobieten om zich te concentreren op West-Ulster, en dan met name Derry en Enniskillen, was een strategische blunder. Oost-Ulster was namelijk belangrijker, omdat het steun tussen Ierse en Schotse Jakobieten mogelijk zou maken en de Engelsen dan veel minder makkelijk bevoorraad konden worden. Medio mei was de Williamitische situatie verbeterd. Op de 16e wisten regeringstroepen Kintyre te heroveren, waarmee de directe link tussen Schotland en Ierland werd afgesneden. Het Jakobitische leger zat vast bij Derry, waar het Franse detachement minder populair werd dan de tegenstander. Op 11 juni arriveerden vier bataljons Williamitische versterkingen onder de ervaren officier Percy Kirke bij Foyle, ten noorden van Derry.
De oorlog in het noorden kantelde vanwege drie gebeurtenissen in de laatste week van juli. Dundees overwinning bij Killiecrankie op de 27e werd ongedaan gemaakt door zijn eigen dood en zware verliezen onder zijn eigen troepen, waardoor de Schotse opstand min of meer ten einde kwam. Op de 28e braken Kirkes troepen door de Jakobitische blokkade rondom Derry en brachten ze de belegering tot een einde. En op de 31e werd de aanval op Enniskillen van de Jakobitische Burggraaf Mountcashel bij Newtonbutler afgeslagen, waarbij 1.500 man de dood vonden. Binnen een week hadden de Jakobieten hun greep op Ulster verloren.
Op 13 augustus landde Frederik van Schomberg bij het Belfast Lough met het grootste deel van het Williamitische leger. Tegen het einde van de maand bestond dat uit 20.000 man. Carrickfergus werd op 27 augustus ingenomen. Jacobus was, tegen het advies van zijn Franse adviseurs in, vastbesloten Dundalk te behouden. Tyrconnell was zeer pessimistisch over hun kansen, maar een gelegenheid voor Van Schomberg om de oorlog te beëindigen door Dundalk in te nemen werd gemist vanwege logistieke problemen.
Ierland was namelijk een relatief arm land met een kleine bevolking, waardoor beide legers afhankelijk waren voor steun van buiten. Hoewel dit uiteindelijk een groter probleem zou blijken te zijn voor de Jakobieten, kwamen Schombergs mannen tenten, kolen, voedsel en kleding tekort. De oorzaak hiervan was zijn onervaren logistieke man in Chester, die er niet in slaagde genoeg schepen te charteren. Dit werd verergerd door de keuze kamp op te slaan in een laaggelegen, moerasachtige grond dat door regenval en gebrek aan hygiëne al snel veranderde in een stinkend moeras. Bijna 6.000 man stierf vanwege ziekte voordat Schomberg in november het bevel gaf voor de winter in te kwartieren.

## Jakobitische politieke en strategische doelen 1689-1690

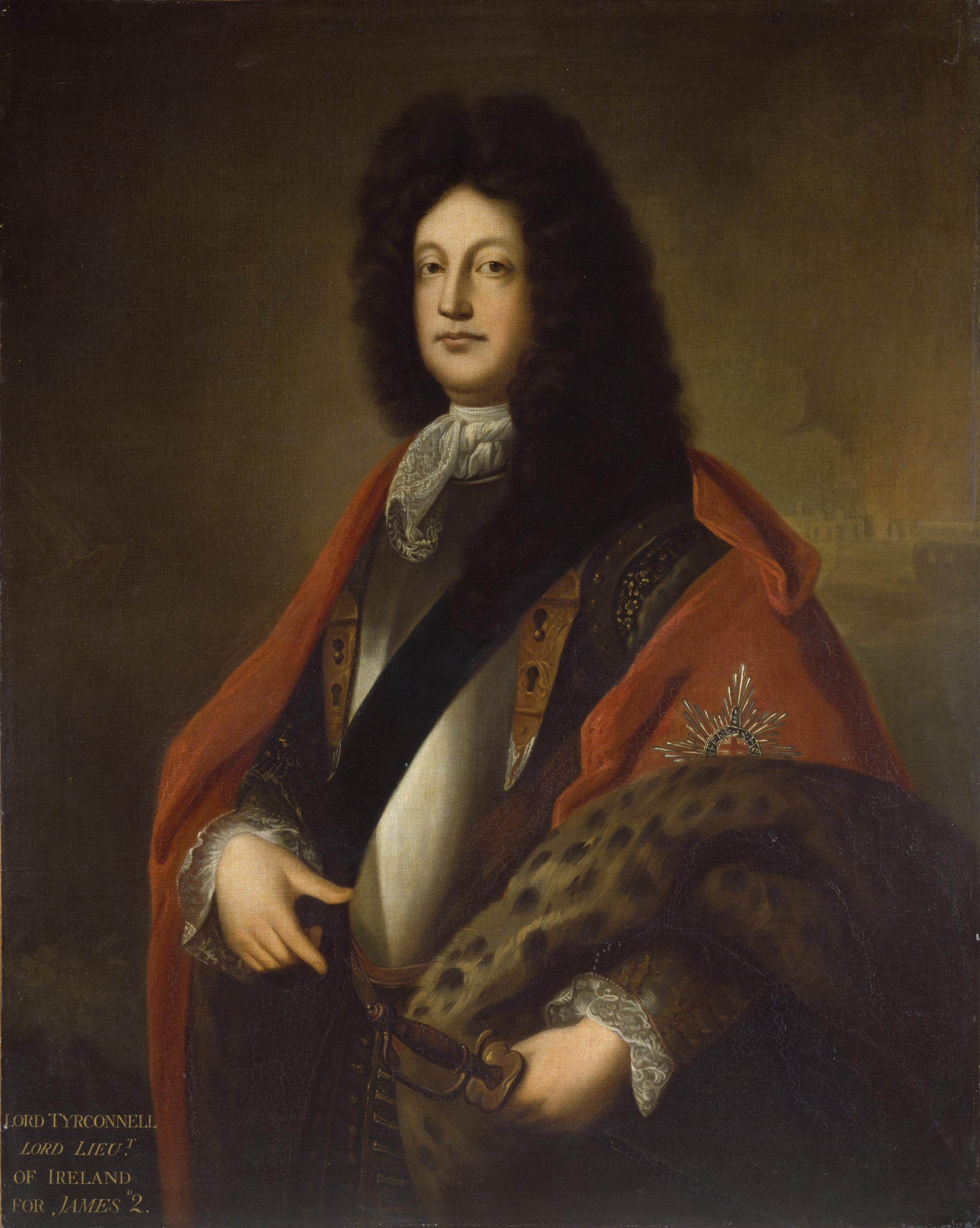
Richard Talbot, de 1e Graaf van Tyrconnell. Een belangrijke leider van de Jakobieten in Ierland.

Zelfs na het verlies van Ulster behielden de Jakobieten een sterke positie. Zij werden echter ondermijnd door de botsende politieke en strategische doelen van de belangrijkste leiders. Met uitzondering van zes protestantse leden, bestond het Ierse parlement dat van mei tot juli 1689 in zitting was, vrijwel volledig uit katholieke landbezitters. Vijf protestantse edelmannen en vier bisschoppen van de Church of Ireland zaten in het Ierse Hogerhuis, waar Anthony Dopping, de bisschop van Meath, de oppositieleider was. Hij sloot zich na de Slag aan de Boyne aan bij Willem. Het functioneren van dit 'Patriot Parliament' werd echter sterk bemoeilijkt door politieke strijd.
Jacobus was met tegenzin naar Ierland gekomen, omdat hij het zag als een afleiding voor het hoofddoel: de Engelse troon. Hij bezag zijn Ierse beleid in dit licht en vond dat elke concessie die hij maakte aan het parlement zijn positie in Engeland en Schotland zou verzakken. Hij verzette zich tegen meer Ierse autonomie en ondanks zijn eigen katholicisme, hield hij vast aan de rechten van de Church of Ireland.
Tyrconnell wilde daarentegen een autonoom, katholiek Ierland. Maar hij was het met Jacobus eens over het inact laten van de macht van zijn 'Old English' landbezitters, oftewel de nazaten van de Normandische edelen die in de twaalfde eeuw Ierland waren binnengevallen. Hierdoor kwamen ze beiden in conflict met de meerderheid die vond dat het bestuur de Old English voortrok in militaire benoemingen. Bovendien wilden ze een teruggave van de Ierse landgoederen die in de nasleep van de Cromwells verovering waren afgepakt.
Diverse facties in het Ierse parlement wilden liever onderhandelen en gevechten vermijden, zodat het leger intact bleef en er zoveel mogelijk gebied behouden bleef. Omdat het zijn hoofddoel was Engeland te heroveren, zag Jacobus Ierland puur als een afleiding. Een invasie over het Kanaal vanuit Frankrijk was echter de enige realistische optie en de Franse suggestie dat hij het via de Ierse Zee zou doen miste elke band met de werkelijkheid. Ten eerste wees de geschiedenis aan dat Ierland erbij betrekken de beste manier was om het verzet in Engeland te versterken. Een overwinning in Ierland voor Jacobus zou dus zijn positie in Engeland verzwakken, hoewel de Fransen genoeg leverden om de oorlog gaande te houden. Ten tweede kon de Franse marine het verlies van Ulster niet voorkomen, waardoor het onwaarschijnlijk was dat zij wel de Ierse Zee lang genoeg onder controle konden houden om troepen over te zetten.
Opstanden steunen in Ierland en Schotland was voor de Fransen een zeer goedkope manier om middelen van Willem te onttrekken aan Europa. Het was dan ook in hun belang om de oorlog zou lang mogelijk te rekken, hoewel dit een verwoestend effect had voor de lokale bevolking. De Fransen adviseerden Jacobus dan ook zich terug te trekken achter de Shannon en in de tussentijd alles tijdens de terugtocht te vernietigen. Dit werd unaniem door de Ieren afgewezen, die verenigd waren in hun hekel aan de Fransen. Dit gevoel was wederzijds. Toen de Franse generaal d'Avaux in april 1690 vervangen werd door Antoine duc de Lauzun, liet hij zijn opvolger weten dat de Ieren een 'arm, levendig en laf volk vormden, wiens soldaten nooit vechten en wiens officieren nooit bevelen gehoorzamen.'

## 1690: de Boyne en de Limerick

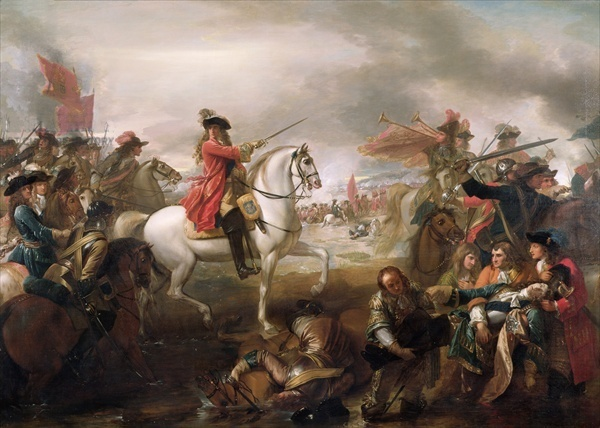
De Slag aan de Boyne was een belangrijke overwinning voor de Williamieten

In april 1690 arriveerden nog eens 6.000 Franse militairen, in ruil voor Mountcashel en 5.387 van zijn beste troepen, die naar Frankrijk werden gestuurd. In een poging zoveel mogelijk gebied te behouden, hielden de Jakobieten een lijn langs de rivier de Boyne aan, waarbij ze alle gewassen en vee in het noorden vernietigden. Dit bracht de lokale bevolking tot wanhoop. Een Franse soldaat noteerde dat hij hen 'gras zag eten als paarden' of dood langs de weg lagen. Het duurde zeker vijftig jaar voordat de streek rondom Drogheda hersteld was van deze vernietiging.
Willem werd ondertussen geconfronteerd met Engelse eisen om de Ierse situatie op te lossen en hij besloot persoonlijk het bevel op zich te nemen. Daarbij nam hij de meeste van zijn beschikbare troepen mee, ongeacht de militaire situatie in Vlaanderen. Op 14 juni 1690 arriveerden 300 schepen in Belfast Lough met aan boord 31.000 Nederlandse, Engelse en Deense soldaten. Het parlement steunde hem hierin met steeds meer geld en de penibele logistieke situatie die eerder Schomberg beperkte in zijn operaties, werd sterk verbeterd. De transportkosten stegen dan ook van £15.000 in 1689 naar meer dan £100.000 in 1690.
Op 29 juni voegden de twee legers van Schomberg en Willem zich samen bij Newry. De Jakobieten trokken zich terug op de zuidoever van de Boyne en zetten verdedigende posities op in het dorp Oldbridge, nabij Drogheda. Op 1 juli stak Willem de Boyne op diverse plekken over, waardoor de Jakobieten gedwongen werden zich terug te trekken. De Slag aan de Boyne was militair gezien niet beslissend en de verliezen aan beide zijden waren relatief laag: ongeveer 1.500 Jakobieten en 500 Williamieten vonden de dood, waaronder Schomberg. Het Jakobitische leger, intact maar gedemoraliseerd, trok zich terug naar Limerick en Willem nam Dublin zonder enig verzet in.
Jacobus, toch al een onwillige deelnemer aan de oorlog, besloot zijn verlies te nemen en terug te keren naar Frankrijk. Zijn buitenechtelijke zoon, de Hertog van Berwick, claimde later dat hij dit deed om nieuwe Franse steun te verzamelen. Keltische dichters interpreteerden zijn vertrek als lafheid en noemden hem Séamus an Chaca, oftwel 'Jacobus de lafaard'.
Een mogelijkheid om de oorlog te beëindigen werd door Willem gemist, omdat hij de kracht van zijn eigen positie overschatte. Op 17 juli vaardigde Willem de Verklaring van Finglas uit, waarin hij amnestie bood aan iedereen die zich voor 25 augustus overgaf. Dit had echter geen betrekking op de Jakobitische leiders, waardoor zij aangemoedigd werden door te vechten. Kort daarna probeerde James Douglas en 7.500 soldaten de Jakobitische verdedigingslinie langs de Shannon te doorbreken door Athlone in te nemen. Ze beschikten echter niet over artillerie en werden gedwongen zich terug te trekken.
Limerick, een strategische plek voor de controle over West-Ierland, werd Willems volgende doelwit. De Jakobieten hadden de meeste troepen in de stad samengebracht. Op 24 juli bevestigde een brief van Jacobus dat er schepen onderweg waren om de Franse brigade te evacueren. Hij ontsloeg zijn bevelhebbers van hun eed en gaf Tyrconnell daarmee toestemming om de oorlog tot een einde te brengen.
Een detachement onder de Hertog van Marlborough wist Cork en Kinsale in te nemen, maar Limerick wist Willems aanval af te slaan. Willems toevoerlijnen waren door de recente successen erg lang geworden en bovendien werden deze continu aangevallen door cavaleristen onder bevel van de Jakobitische bevelhebber Patrick Sarsfield. Dit bracht Willem ertoe zijn veldtocht te beëindigen en hij verliet eind 1690 Ierland. De Jakobieten hadden toen nog grote gebieden van West-Ierland onder hun controle, waaronder de volledige provincie Connacht. De Nederlandse generaal Godard van Reede nam het commando over. In de heroverde gebieden werd het protestantse bestuur in ere hersteld, waarbij er diverse Jakobieten werden aangehouden en hun grondgebieden werden ingenomen door aanhangers van Willem.
Tyrconnell en Lauzun zeilden begin september met het grootste deel van de Franse troepen van Galway naar Frankrijk, daarmee slechts onervaren troepen achterlatend. Tyrconnell wilde Franse steun om de strijd ook in 1691 te kunnen volhouden en betere voorwaarden te kunnen krijgen tijdens de vredesonderhandelingen. Bovendien wilde hij de invloed van de populaire Sarsfield verminderen. Tyrconnell stelde voor aan Koning Lodewijk XIV van Frankrijk dat als Franse troepen ervan overtuigd konden worden in Galway te blijven, dat er dan nog wat te redden viel. Tegelijkertijd liet hij Jacobus weten dat hij Ierland nauw verbonden wilde hebben met Engeland en dat hij enkel wapens, geld en een ervaren Franse generaal om Sarsfield te vervangen nodig had om de strijd alsnog te winnen.

## 1691: Athlone, Aughrim en het Tweede Beleg van Limerick

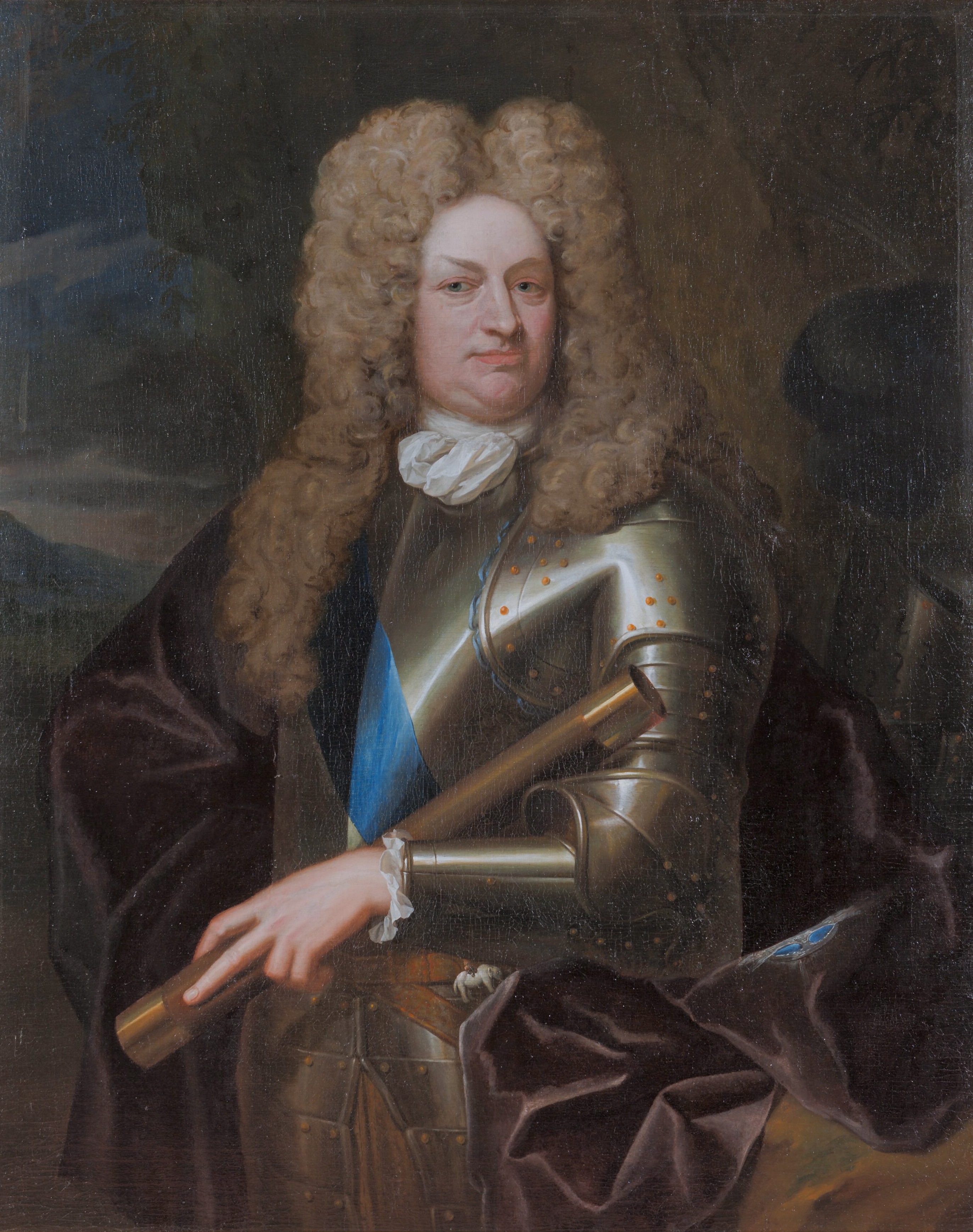
De Nederlandse generaal Godard van Reede nam het bevel over de Williamitische troepen over na het vertrek van Willem.

Ondanks de succesvolle verdediging van Limerick waren de Jakobieten, mede door de afwezigheid van Tyrconnell en Jacobus, opgesplitst in een Vredespartij en een Oorlogspartij. De eerstgenoemde steunde Tyrconnell in diens pogingen om vredesbesprekingen te openen. De Oorlogspartij, geleid door Sarsfield en met name jonge officieren, vonden dat de oorlog nog gewonnen kon worden.
Aangemoedigd door Willems nederlaag bij Limerick en in een poging Tyrconnells invloed te breken, deed Sarsfield een beroep op de Franse koning Lodewijk XIV om Tyrconnell te ontslaan. Ook verzochten ze de koning om meer militaire steun. De Fransen zagen de strijd in Vlaanderen, langs de Rijn en in Italië als hogere prioriteiten en wilden geen manschappen naar Ierland sturen. De Vredespartij ontving in december 1690 een vredesvoorstel van de Williamieten, maar deze werd door zowel Sarsfield als Tyrconnell afgewezen.

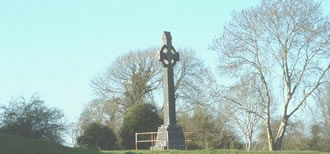
Herdenkingsmonument op de plek waar de Slag bij Aughrim plaatsvond, waar 7000 doden vielen op 12 juli 1691 en de Jakobitische zaak in Ierland werd verslagen

Jacobus schrok van de versplintering binnen het Ierse commando en kon daardoor overtuigd worden rechtstreeks aan Lodewijk XIV militaire steun te vragen. Lodewijk stuurde generaal Charles Chalmont, markies van Saint-Ruth, naar Ierland om daar het commando over de troepen op zich te nemen. In het geheim had Chalmont instructies meegekregen om de situatie te beoordelen en daarmee Lodewijk te helpen een beslissing te maken over het sturen van militaire steun. Chalmont kwam op 9 mei 1691 aan in Limerick met genoeg wapens en voedsel om het leger in staat te stellen het tot de herfst vol te houden. Ze hadden echter geen soldaten of geld bij zich.
In een poging de Jakobitische Oorlogspartij te ondermijnen kreeg Van Reede van Willem toestemming gematigde vredesvoorwaarden te bieden, waaronder een garantie op religieuze tolerantie. Maar aan het einde van de lente van 1691, bezorgd over de mogelijkheid dat een Frans konvooi verdere versterkingen aan land zou brengen in Galway of Limerick, begon hij voorbereidingen te treffen op een voortzetting van de strijd. In mei breidden beide partijen zich voor op verdere gevechten.
Op 16 juni begon de cavalerie van Van Reede verkenningen uit te voeren in de richting van Athlone. Chalmont had zijn troepen langs de Shannon opgesteld, maar op 19 juni besefte hij dat Athlone het werkelijke doel was en begon hij zijn troepen ten westen van deze stad op te stellen. Van Reede wist de verdedigingslinie echter te doorbreken en nam na een kort en bloedig beleg op 30 juni de stad in. Chalmont werd hierdoor gedwongen zich richting het westen terug te trekken.
Athlone werd gezien als een grote overwinning voor de troepen van Willem, omdat men verwachtte dat Chalmonts troepen nu ineen zouden storten. Het bestuur in Dublin liet ondertussen weten dat iedereen die zich zou overgeven amnestie zou krijgen. Dit leidde tot een nog verdere versplintering van het Ierse leger.
Van Reede zette zijn opmars op 10 juli voort richting Limerick en Galway. Chalmant was in eerste instantie van plan zich terug te trekken op Limerick en de Williamieten zo te dwingen tot nog een jaar vechten, maar door de nederlaag van Athlone wilde hij zijn eer herstellen en een beslissend gevecht afdwingen. Het leger van Van Reede, bestaande uit 20.000 man, en het even grote leger van Chalmont troffen elkaar bij Aughrim in de vroege ochtend van 12 juli 1691. Ondanks een dappere verdediging door de onervaren Ierse infanterie, werd het Jakobitische leger beslissend verslagen. Daarbij vonden Chalmont en andere hoge officieren de dood.
D'Usson, de rechterhand van Chalmont, gaf zich op 21 juli in Galway over. Maar wat er over was van het leger trok zich terug naar de bergen en verzamelde zich onder het bevel van Sarsfield in Limerick. De meeste regimenten waren echter sterk verzwakt. Tyrconnell, die al enige tijd ziek was, stierf kort daarna. Uiteindelijk gaven Sarsfield en de overgebleven Jakobieten zich na een kort beleg in oktober over.

## Verdrag van Limerick
Sarsfield, nu de opperbevelhebber aan Jakobitische zijde, en Van Reede ondertekenden op 3 oktober 1691 het Verdrag van Limerick. Het verdrag bevatte bepalingen over tolerantie voor katholieken en wie een eed van trouw aflegde aan Willem en Maria zou zijn volledige burgerrechten weer terugkrijgen, hoewel de landgoederen van hen die tijdens de strijd gestorven waren niet werden teruggegeven aan de familie.
Ondertussen had het Engelse parlement eerder dat jaar een wet aangenomen waarmee iedereen die zitting wilde nemen in het Ierse parlement het bestaan van transsubstantiatie moest ontkennen, waarmee feitelijk alle katholieken lidmaatschap van het parlement werd ontzegd. Ondanks deze wet vonden veel protestanten dat de Jakobieten er te makkelijk vanaf kwamen. Het verbod van het bestuur in Ierland op zoektochten naar Jakobitische wapens en paarden in een poging te voorkomen dat mensen eigen rechter gingen spelen, werd gezien als een bevestiging van deze pro-katholieke houding. Er werd zelfs gefluisterd dat Sir Charles Porter, de hoogste rechter in Ierland, in het geheim een Jakobiet was.
De benoeming van Henry Capell tot hoogste rechter bracht een verandering in deze houding met zich mee. Datzelfde jaar nam het Ierse parlement een wet aan waarmee het katholieken werd verboden een wapen te bezitten of een paard met een waarde groter dan £5. De katholieken zagen dit als een ernstige beperking van hun rechten. Hoewel de wetten later nog meer beperkingen zouden opwerpen voor de katholieken, bleven de mensen die onder de bepalingen van het Verdrag van Limerick vielen, hier vaak buiten voor de rest van hun leven.
Onderdeel van het verdrag was Sarsfields eis dat het de overgebleven Jakobitische troepen werd toegestaan Ierland te verlaten en dienst te nemen in Frankrijk. Van oktober tot december maakten zeker 19.000 soldaten gebruik van deze regeling. Meestal namen ze vrouw en kinderen mee, waardoor ongeveer een procent van de Ierse bevolking het land verliet. Deze troepen vormden in eerste instantie het persoonlijke leger van Jacobus II, hoewel ze onderdeel waren van het Franse leger. Na Jacobus' dood werden de troepen samengevoegd tot de Franse Ierse Brigade, dat in 1689 was opgezet met de 6.000 militairen die in 1689 naar Frankrijk waren gestuurd.

## Gevolgen op de lange termijn
De Williamitische overwinning in Ierland had twee belangrijke gevolgen op de lange termijn. De eerste was dat het voor Jacobus II niet langer mogelijk was om op militaire wijze zijn tronen in Engeland, Ierland en Schotland terug te krijgen. De tweede was dat het de Britse en protestantse overheersing in Ierland versterkte. Tot de 19e eeuw werd Ierland bestuurd door een protestantse elite. De Ierse katholieke gemeenschap werd systematisch van elke machtspositie buitengesloten.
Ruim een eeuw na de oorlog bleven Ierse katholieken met weemoed terugdenken aan Jakobieten, waarbij ze vertelden dat Jacobus bereid zou zijn geweest Iers zelfbestuur toe te staan, inclusief de teruggave van in beslag genomen landgoederen en tolerantie voor het Katholicisme. Duizenden Ierse soldaten verlieten het land om de monarchen van het Huis Stuart te dienen in de Spaanse en Franse legers. Tot 1766 bleven Frankrijk en het Pausdom zich inzetten voor een herstel van Huis Stuart op de Britse troon. Zeker een samengesteld Iers bataljon van 500 man vocht aan Jakobitische zijde tijdens de Slag bij Culloden in 1745.
De protestanten zagen de Williamitische overwinning als een triomf voor religieuze en burgerlijke vrijheid. Triomfantelijke muurtekeningen van Koning Willem zijn nog steeds te zien in Ulster en de nederlaag van de katholieken wordt elke 12e juli herdacht door de protestantse unionisten van de Oranjeorde.